# Кияны
Кияны (укр. Кияни) — село Сухининского сельсовета Богодуховского района Харьковской области Украины.
Код КОАТУУ — 6320888109. Население по переписи 2001 г. составляет 234 (108/126 м/ж) человека.

## Географическое положение
Село Кияны находится возле железнодорожной станции Гавриши.
Через село протекает безымянный ручей, который через 4 км впадает в реку Сухой Мерчик.
На ручье несколько запруд.
На расстоянии одного км расположено село Па́влово, в 2-х км — село Сухи́ны.
Рядом проходит автомобильная дорога Р-22.

## История
- 1773 — дата основания.
- В 1940 году, перед ВОВ, в селе были 182 двора, кирпичный завод, три ветряные мельницы и сельсовет.[1]
- При СССР в селе был организован и работал колхоз «Дружба», центральная усадьба которого находилась в Сухинах, а молочно-товарные ферма - в селе Кияны[2].

## Экономика
- В селе была молочно-товарная ферма.

## Достопримечательности
- Братская могила советских воинов и Памятный знак воинам-односельчанам. Похоронено 304 воина.

## Происхождение названия
Кияны по-украински — это киевляне.

## Культура
- Школа.
- Клуб.